# 水原現代建設ヒルステート
水原現代建設ヒルステート（スウォンヒュンダイけんせつヒルステート、韓国語: 수원 현대건설 힐스테이트）は、韓国・水原市を本拠地とする女子バレーボールチーム。

## 歴史
1977年創設。
韓国のVリーグが設立された2005年、プロクラブとなり、Vリーグに参戦。
2006/07シーズン、Vリーグで準優勝を果たす。2010/11シーズンにVリーグで初優勝を果たした。2015/16シーズンにもVリーグで優勝を果たした。

## 主な成績
韓国Vリーグ
- 優勝：2回（2010-2011、2015-2016）
- 準優勝：3回（2006-2007、2009-2010、2011-2012）

KOVOカップ
- 優勝：4回（2006年、2014年、2019年、2021年）
- 準優勝：3回（2009年、2013年、2015年）

## 歴代所属選手
- カン・ヘミ
- ク・ミンジョン
- チャン・ソヨン
- ハン・ユミ
- キム・スジ
- ハン・スジ
- キム・セヨン
- ヤン・ヒョジン
- チョン・デヨン
- ヨム・ヘソン
- バク・キョンナン
- サーニャ・トマセビッチ
- ティファニー・ドッズ
- アウレア・クルス
- ブランキツァ・ミハイロビッチ
- モレーノ・ピーノ・ケニー
- イエリズ・バシャ
- ヤナ・マティアソフスカ＝アガエワ
- ポリーナ・ラヒモワ
- ヘイリー・スペルマン
- ミラグロス・カラー
- エレーヌ・ルソー
- ユン・ヘスク
- ファン・ヨンジュ
- コ・ユミン
- 矢内ジャスティス